# Templo de St. Paul (Minnesota)
El Templo de Saint Paul, Minnesota, es uno de los templos construidos y operados por la Iglesia de Jesucristo de los Santos de los Últimos Días, el número 69 construido por la iglesia y el único templo construido en el estado de Minnesota.
Antes de la construcción del templo de la ciudad de Saint Paul, los fieles del este del estado de Minnesota se desplazaban hasta el templo de Chicago, mientras que los que viven en el oeste del estado viajaban hasta Canadá, al templo de Alberta.

## Construcción
Los planes para la construcción del templo en St. Paul se anunciaron el 17 de octubre de 1998.
El templo de St. Paul fue el templo número 14 construido con especificaciones de menores proporciones con el fin de completar la meta del entonces presidente de la iglesia Gordon B. Hinckley de tener construidos 100 templos alrededor del mundo para fines del año 2000. Tras el anuncio público, la iglesia decidió construir el nuevo templo en el terreno de uno de los centros de estaca que la iglesia ya poseía y la ceremonia de la primera palada tuvo lugar el 26 de septiembre de ese mismo año.
El templo se construyó de granito proveniente del estado canadiense de Quebec, sobre un terreno de 3 hectáreas. El 10 de septiembre de 2008 el templo sufrió daños menores a causa de un incendio, que los investigadores de la región sospecharon fue resultado de un acto delictivo. Afectadas las puertas de la fachada principal, daños que costaron unos $25 mil.

## Dedicación
El templo SUD de St. Paul fue dedicado para sus actividades eclesiásticas en seis sesiones, el 9 de enero de 2000, por Gordon B. Hinckley, el entonces presidente de la iglesia SUD. Con anterioridad a ello, la iglesia permitió un recorrido público del interior y las instalaciones del templo que dura unos 45 minutos, del 18 al 31 de diciembre de ese mismo año, al que asistieron unos 10.300 visitantes. Unos 8.000 miembros de la iglesia e invitados asistieron a la ceremonia de dedicación, que incluye una oración dedicatoria.
El templo de St. Paul tiene un total de 990 metros cuadrados de construcción, contando con dos salones para las ordenanzas SUD y dos salones de sellamientos matrimoniales. 
El templo de St. Paul es usado por más de 25.000 miembros repartidos en estacas afiliadas a la iglesia en Minnesota, el oeste de Wisconsin y el sur del estado de Ontario.